# Alan McLeod
Alan Arnett McLeod, né le 20 avril 1899 et mort le 6 novembre 1918, était un soldat canadien. Il a été décoré de la croix de Victoria, la plus haute récompense des forces du Commonwealth, remise pour un acte de bravoure face à l'ennemi. Il a servi au sein de l'Aviation royale du Canada durant la Première Guerre mondiale.

## Biographie
Alan McLeod est né le 20 avril 1899. Il a grandi à Stonewall au Manitoba. Il s'est enrôlé au sein du 34e Fort Garry Horse en 1913 à l'âge de 14 ans. Lorsque la guerre éclata en 1914, il fut renvoyé à la maison puisqu'il était mineur. Il essaya à nouveau à plusieurs reprises de s'enrôler à Winnipeg et à Toronto. Une fois qu'il a atteint l'âge de 18 ans, il réussit finalement à s'enrôler au sein du Corps d'aviation royal. Il effectua son entraînement de pilote à Long Branch près de Toronto et effectua son premier vol solo après avoir cumulé seulement trois heures de vol. Il termina son entraînement avec 50 heures de vol.
Le 20 août 1917, il fut envoyé outremer en France. Il fut d'abord assigné à l'escadron No 82 d'éclaireurs aériens, mais, lorsque son commandant découvrit qu'il n'était âge que de 18 ans, il fut transféré à l'escadron No 51 de défense domestique. Par la suite, il fut muté à l'escadron No 2 dans le Nord de la France. Il effectua sa première mission de vol en décembre 1917. Avec le lieutenant Comber en tant que mitrailleur, il détruisit un Fokker Dr.I en janvier et, le 14 janvier, il mit le feu à un ballon d'observation près de Beauvin. Il reçut une citation militaire pour cet exploit.
Le 27 mars 1918, au-dessus d'Albert en France, le sous-lieutenant McLeod, avec son observateur, le lieutenant Arthur William Hammond, à bord d'un Armstrong Whitworth F.K.8, détruisit un triplan ennemi et, immédiatement, en attaqua huit autres dont trois furent abattus, mais le réservoir d'essence de son bombardier fut touché et l'appareil s'enflamma. Les deux hommes à bord furent blessés et le sous-lieutenant McLeod effectua une glissade abrupte pour tenter de garder les flammes à distance de son observateur. Une fois l'aéronef écrasé, il extirpa son collègue des flammes de l'appareil sous le feu ennemi malgré ses blessures. Le lieutenant Hans Kirschstein de la Jagdstaffel 6 a été crédité pour l'avoir abattu. Alan a été touché à trois reprises. Pour cet exploit, il fut décoré de la croix de Victoria, la plus haute récompense des forces du Commonwealth.
Alan fut rapatrié au Canada pour se rétablir, mais il mourut de la grippe espagnole peu après à l'âge de 19 ans.

## Héritage
Il y a une rue nommée McLeod à Stonewall au Manitoba en son honneur. Son ancienne résidence familiale est devenue la maison de thé McLeod et un buste à son effigie est présenté dans la bibliothèque de l'école secondaire de Stonewall.

## Annexe